# Wade Dominguez
Wade Dominguez (Contea di Santa Clara, 10 maggio 1966 – Los Angeles, 26 agosto 1998) è stato un attore statunitense.

## Biografia
Nato a Santa Clara County nel 1966, appare nel video della canzone Losing my religion dei REM.
Ha lavorato come fotomodello e prende parte ad un film erotico nel 1994. Ma è nell'anno successivo che si fa notare nel ruolo di Emilio Ramirez in Dangerous minds - Pensieri pericolosi.
Successivamente prende parte ai film La spirale della vendetta e L'ombra del dubbio, dove interpretando nel secondo un rapper accusato di omicidio. La sua ultima interpretazione è in Taxman (1998), uscito dopo la morte.

## Filmografia

### Cinema
- Erotique - Oltre i confini dell'erotismo (Erotique), registi vari (1994)
- Pensieri pericolosi (Dangerous Minds), regia di John N. Smith (1995)
- La spirale della vendetta (City of Industry), regia di John Irvin (1997)
- L'ombra del dubbio (Shadow of Doubt), regia di Randal Kleiser (1998)
- Taxman, regia di Avi Nesher (1998) - postumo

### Videoclip musicali
- Losing My Religion - R.E.M. (1991)

## Doppiatori italiani
Nelle versioni in italiano delle opere in cui ha recitato, Wade Dominguez è stato doppiato da:
- Romano Malaspina in La spirale della vendetta
- Massimiliano Manfredi in Pensieri pericolosi
- Simone Mori in L'ombra del dubbio